# 路德维希·格林

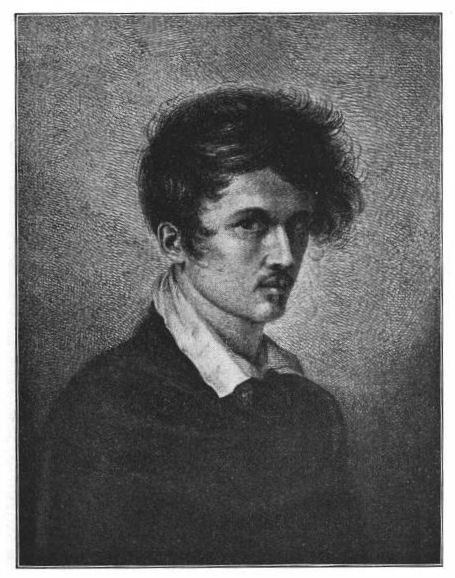
路德維希·格林

路德维希·格林（德語：Ludwig Emil Grimm，1790年3月14日—1863年4月4日）是德国画家和铜版雕刻师，他是格林兄弟即雅各布·格林和威廉·格林的弟弟。